# Geodriehoek

Geodriehoek

Een geodriehoek (oorspronkelijk: geometrie-driehoek) is een veelzijdig gereedschap van transparant kunststof dat gebruikt wordt bij de meetkunde, bij tekenwerk en bij het snijden van papier en folie. De geodriehoek is een combinatie van een liniaal en een gradenboog. De meest voorkomende vorm van de geodriehoek  is de gelijkbenige rechthoekige driehoek, dus met twee hoeken van 45° en een van 90°. Aan de langste zijde is de centimeterverdeling aangebracht met het nulpunt in het midden. Dit is ook het centrum van de gradenboog, waarvan de hoeken zijn doorgetrokken tot de korte zijden. Evenwijdig aan de liniaalverdeling zijn enkele afstandsstreepjes aangebracht voor het tekenen en controleren van evenwijdige lijnen.
Door deze vorm kan men met de geodriehoek direct: 
- rechte lijnen trekken en snijden
- rechte hoeken tekenen, snijden en meten
- hoeken van 45° en 135° uitzetten, snijden en meten
- afstanden uitzetten, snijden en meten (met als maximum de lengte van de centimeterschaal) met een nauwkeurigheid van 1 mm

en indirect:
- andere hoeken tussen 0° en 180° uitzetten, snijden en meten met behulp van de gradenboog (nauwkeurigheid 1 graad)
- de helft van een hoek bepalen en uitzetten met de (symmetrische) gradenboog
- evenwijdige lijnen trekken, snijden en meten
- het midden tussen twee punten bepalen met de (symmetrische) liniaal

De geodriehoek maakt deel uit van de standaardgereedschappen van leerlingen in het middelbaar wiskundeonderwijs.
De driehoekige vorm van de geodriehoek ligt vrijwel altijd vast. De grootte, de kleur en het materiaal waar de geodriehoek van gemaakt is, is echter variabel en soms zelfs enigszins aan mode onderhevig. Voor schooldoeleinden is hij meestal doorzichtig en 16 × 8 cm groot, met een schaal van 7 cm. Voor professionele toepassingen zijn er typen van 22 × 11 cm. Voor het werken op een schoolbord bestaan er witte uitvoeringen met afmetingen tot wel 60 × 60 cm, die zijn voorzien van een handgreep.
Een bekend merk dat de geodriehoek sinds 1964 op de markt brengt is Aristo.
Vaak wordt geadverteerd met het feit dat de geodriehoek onbreekbaar is, dat is meestal niet zo.